# پیتر سوندلین
پیتر سوندلین (انگلیسی: Peter Sundelin؛ زادهٔ ۱۳ ژانویهٔ ۱۹۴۷) قایقران قایق بادبانی اهل سوئد بود.